# Ramas pancreáticas de la arteria esplénica
 Las ramas pancreáticas o arterias pancreáticas son numerosos vasos pequeños derivados de la arteria esplénica, ya que ésta corre por detrás del borde superior del páncreas, abasteciendo su cuerpo y su cola. 
Una de ellas, más grande que el resto, se desprende a veces cerca de la cola del páncreas; corre de izquierda a derecha cerca de la superficie posterior de la glándula, siguiendo el curso del conducto pancreático, y se llama la arteria pancreática mayor. 
Estos vasos se anastomosan con las ramas pancreáticas de las arterias pancreaticoduodenales superior e inferior que se desprenden de la arteria gastroduodenal y la arteria mesentérica superior, respectivamente. 

## Ramas
Hay cuatro ramas pancreáticas principales de la arteria esplénica:
- Arteria pancreática mayor
- Arteria pancreática dorsal
- Arteria pancreática inferior (también conocida como arteria pancreática transversal)
- Arteria pancreática caudal